# Codessoso
Codessoso (gelegentlich auch Codeçoso) ist ein Ort und eine ehemalige Gemeinde im Norden Portugals.
2007 drehte Regisseur João Canijo hier sein Filmdrama Mal Nascida.

## Geschichte
Am 28. Mai 1258 gab König D. Afonso III. dem Ort erste Stadtrechte. Die Gemeinde gehörte zum Kloster von Refojos de Basto (Mosteiro de São Miguel de Refojos de Basto).
Codessoso war eine eigenständige Gemeinde, bis sie mit der Gemeindereform 2013 aufgelöst und mit Curros und Fiães do Tâmega zu einer neuen Gemeinde zusammengefasst wurde.

## Verwaltung
Codessoso war Sitz einer gleichnamigen Gemeinde (Freguesia) im Kreis (Concelho) von Boticas im Distrikt Vila Real. Die Gemeinde hatte 132 Einwohner und eine Fläche von 8,66 km² (Stand 30. Juni 2011).
Zwei Ortschaften liegen im Gebiet der ehemaligen Gemeinde:
- Codessoso
- Secerigo

Mit der Gebietsreform vom 29. September 2013 wurden die Gemeinden Codessoso, Curros und Fiães do Tâmega zur neuen Gemeinde Codessoso, Curros e Fiães do Tâmega zusammengeschlossen. Codessoso ist Sitz dieser neu gebildeten Gemeinde.